# 莫拉達巴德

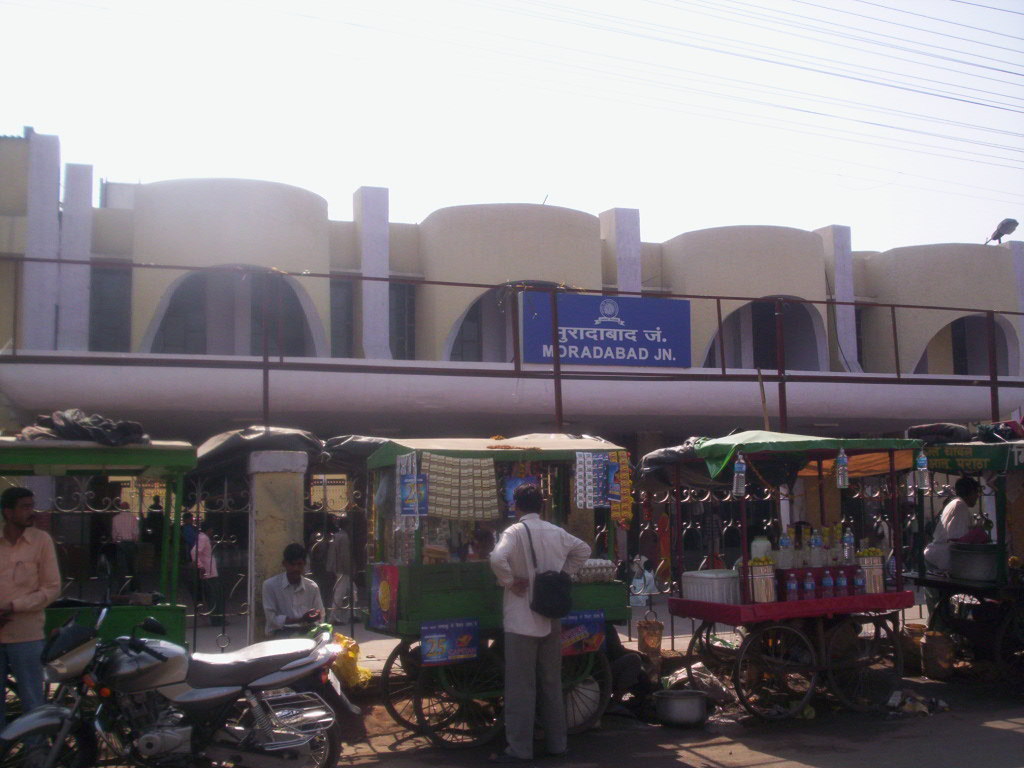

莫拉達巴德（Moradabad）是印度的城市，由北方邦負責管轄，位於該國北部，距離首都新德里167公里，始建於1625年，面積3,493平方公里，海拔高度210米，2011年人口889,810。

## 外部連結
- Moradabad (by the National Informatics Centre, Moradabad)